# Lettre de Jérusalem

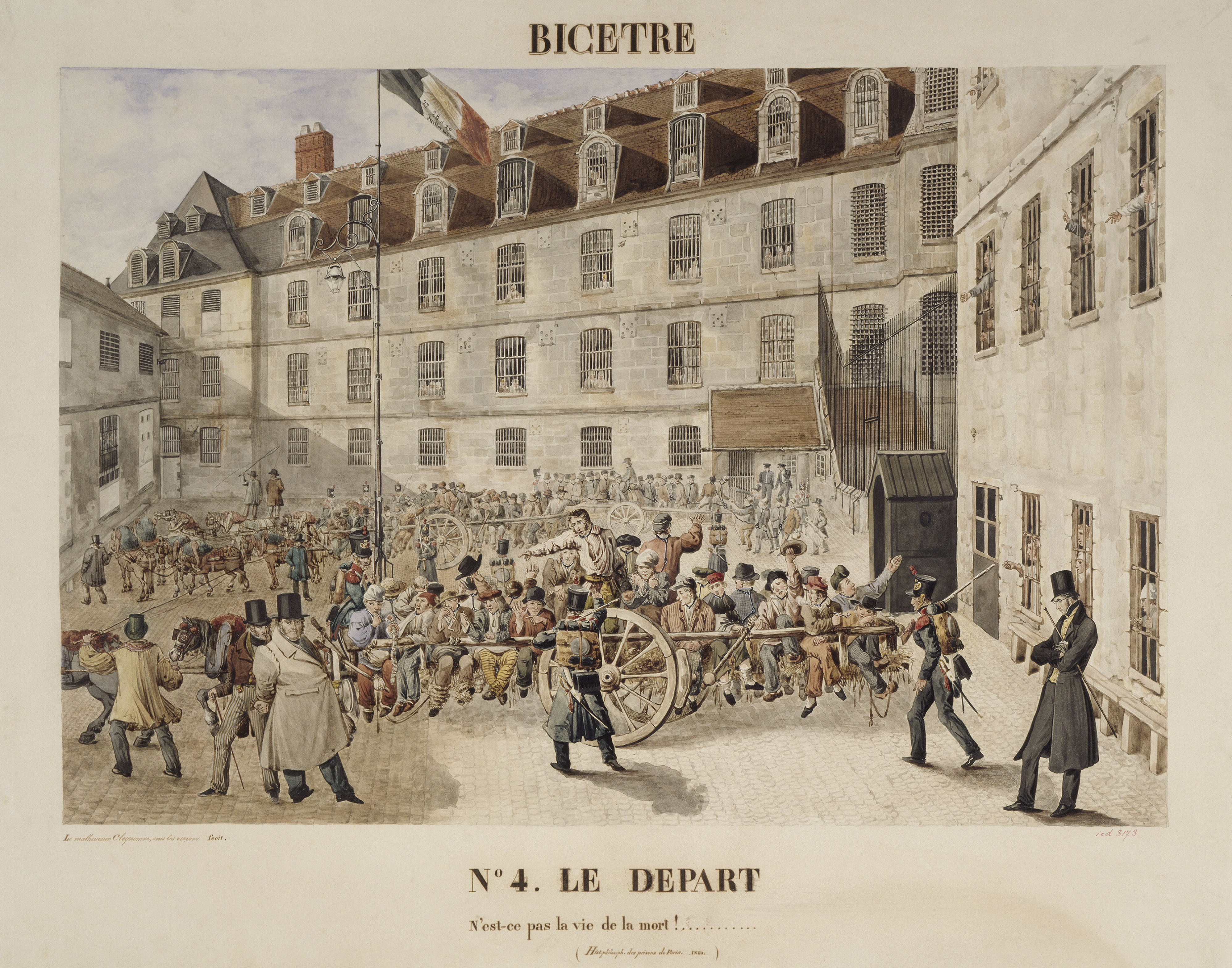
La Cadène, aquarelle, c. 1830 : départ de la « chaîne » de Bicêtre pour le bagne

L'expression lettre de Jérusalem désigne une escroquerie lancée en France à la fin du XVIIIe siècle et au début du XIXe siècle, et dont Vidocq démonte les mécanismes dans son ouvrage Les Voleurs. La plupart des auteurs de cette escroquerie étaient incarcérés au bagne de Toulon ou détenus à la prison de Bicêtre, à proximité de Paris. C'est de ce dernier endroit que viendrait le nom, car une « rue de Jérusalem » longeait les murs de Bicêtre.
La fraude consistait en une série de lettres adressées à la victime non pas pour lui réclamer de l'argent, du moins dans un tout premier temps, mais pour feindre de lui en proposer selon un scénario d'une riche qualité romanesque qui ne manquait pas de se développer au fil des épisodes.
Cette escroquerie s’apparente, par les ressorts psychologiques sur lesquels elle joue, à la prisonnière espagnole ou de la “malle espagnole” et au vol à la ramastic.
Loin de rester sans postérité, les lettres de Jérusalem ont inspiré différents escrocs au XIXe siècle, puis, à partir de la fin du XXe siècle, elles ont connu une nouvelle vie sur Internet avec la fraude 4-1-9.

## Histoire
Ce type d'arnaque se développe à la fin du XVIIIe siècle. L’historien Bernard Wilkin a déclaré :
« Je me suis rendu compte que tout cela fait partie d’une escroquerie systématique qui a eu lieu à la fin du XVIIIᵉ siècle. Un individu vous écrit. Il a caché un trésor pendant la révolution. Il n’a pas les moyens physiques de venir le chercher. Il vous incite à lui verser de l’argent et en échange, il vous révélera où se trouve le trésor ».
Le trésor n'existe pas et l'escroc disparaît avec l'argent.

## Les origines

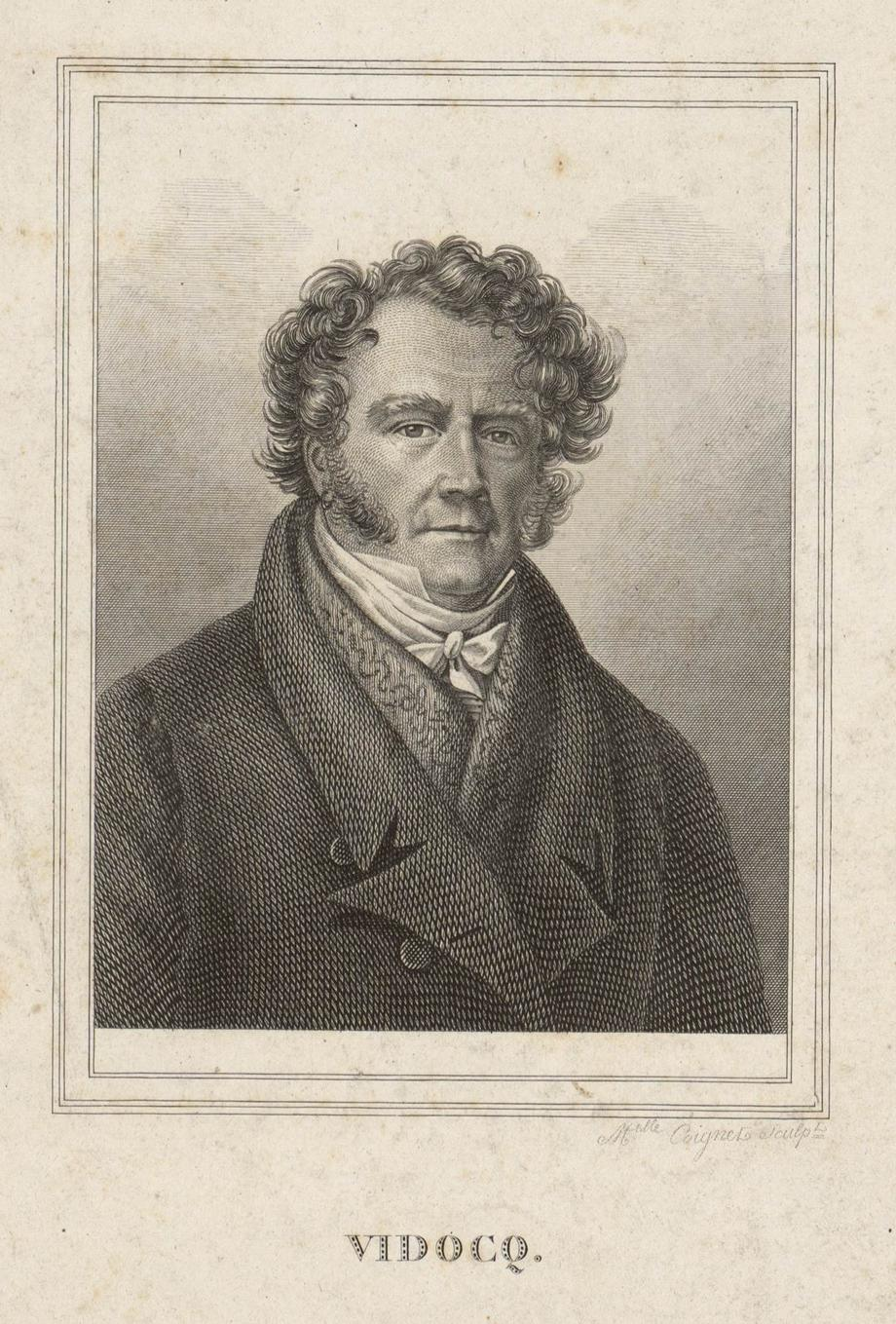
Eugène-François Vidocq

Le livre de Vidocq intitulé Les Voleurs, paru en 1836, porte pour sous-titre : « Ouvrage qui dévoile les ruses de tous les fripons et destiné à devenir le vade-mecum de tous les honnêtes gens ». Le propos de l'ancien « fripon » devenu chef de la Sûreté nationale pendant la Restauration est d'enseigner au public des « honnêtes gens » les us et coutumes des malfaiteurs en tout genre, depuis leur argot jusqu'au détail de leurs escroqueries (ou arcats). Parmi celles-ci, les « lettres de Jérusalem » occupent une place de choix.
Selon Vidocq, ces lettres ont pour origine la Révolution française, ou plus précisément elles jouent sur la nostalgie qu'éprouvaient certains Français envers l'Ancien Régime.
Il écrit : « Les événements de notre première Révolution ont donné naissance aux lettres de Jérusalem […]. De la fin de 1789 à l'an VI de la République, des sommes très considérables, résultats de lettres de Jérusalem, sont entrées dans les diverses prisons du département de la Seine, et notamment à Bicêtre ». Les escrocs « choisissaient ceux qui regrettaient l'ancien ordre de choses, et qu'ils croyaient susceptibles de se laisser séduire par l'espoir de faire une opération avantageuse ». Vidocq donne ensuite un prototype de lettre de Jérusalem en prenant pour modèle celles qu'il a lues ou qu'il a lui-même reçues.

## La lettre-type
« Monsieur,
« Poursuivi par les révolutionnaires, M. le vicomte de ***, M. le comte de ***, M. le marquis de *** (on avait soin de choisir le nom d'une personnalité connue et récemment proscrite), au service duquel j'étais en qualité de valet de chambre, prit le parti de se dérober par la fuite à la rage de ses ennemis ; nous nous sauvâmes, mais suivis pour ainsi dire à la piste, nous allions être arrêtés lorsque nous arrivâmes à peu de distance de votre ville ; nous fûmes forcés d'abandonner notre voiture, nos malles, enfin tout notre bagage ; nous pûmes cependant sauver un petit coffre contenant les bijoux de Madame, et 30 000 francs en or ; mais, dans la crainte d'être arrêtés nantis de ces objets, nous nous rendîmes dans un lieu écarté et non loin de celui où nous avions été forcés de nous arrêter ; après en avoir levé le plan, nous enfouîmes notre trésor, puis nous nous déguisâmes, nous entrâmes dans votre ville et allâmes loger à l'hôtel de ***. […]
« Vous connaissez sans doute les circonstances qui accompagnèrent l'arrestation de mon vertueux maître, ainsi que sa triste fin. Plus heureux que lui, il me fut possible de gagner l'Allemagne, mais, bientôt assailli par la plus affreuse misère, je me déterminai à rentrer en France. Je fus arrêté et conduit à Paris ; trouvé nanti d'un faux passeport, je fus condamné à la peine des fers, et maintenant, à la suite d'une longue et cruelle maladie, je suis à l'infirmerie de Bicêtre. J'avais eu, avant de rentrer en France, la précaution de cacher le plan en question dans la doublure d'une malle qui, heureusement, est encore en ma possession. Dans la position cruelle où je me trouve, je crois pouvoir, sans mériter le moindre blâme, me servir d'une partie de la somme enfouie près de votre ville. Parmi plusieurs noms que nous avions recueillis, mon maître et moi, à l'hôtel, je choisis le vôtre. Je n'ai pas l'honneur de vous connaître personnellement, mais la réputation de probité et de bonté dont vous jouissez dans votre ville m'est un sûr garant que vous voudrez bien vous acquitter de la mission dont je désire vous charger, et que vous vous montrerez digne de la confiance d'un pauvre prisonnier qui n'espère qu'en Dieu et en vous.
« Veuillez, Monsieur, me faire savoir si vous acceptez ma proposition. Si j'étais assez heureux pour qu'elle vous convînt, je trouverais les moyens de vous faire parvenir le plan, de sorte qu'il ne vous resterait plus qu'à déterrer la cassette ; vous garderiez le contenu entre vos mains ; seulement vous me feriez tenir ce qui me serait nécessaire pour alléger ma malheureuse position.
« Je suis, etc. »

## L'escroquerie
Ces lettres, toutes « calquées sur le même modèle », étaient très fréquentes. D'après Vidocq, « tous les jours il en sortait, des prisons de la Seine, une très grande quantité ». Et il arrivait souvent que l'une d'entre elles tombât « entre les mains d'un individu qui, par bonté d'âme, ou dans l'espoir de s'approprier tout ou partie du trésor, […] répondait au prisonnier », autrement dit la victime (le pantre en argot).
Vidocq poursuit : « Lorsque la réponse du pantre était parvenue à l’arcasineur, il s'empressait de lui écrire qu'il bénissait le ciel qui avait bien voulu permettre que la première personne à laquelle il s'était adressé fût assez bonne pour compatir à ses peines ; il était prêt, disait-il, à lui envoyer le plan qui devait le guider dans ses recherches ; mais pour le moment cela lui était impossible, attendu que, pour subvenir à ses premiers besoins, il avait été forcé de mettre sa malle, et tout ce qu'elle contenait, entre les mains d'un infirmier, en garantie d'une somme de … (la somme était toujours en rapport avec la fortune présumée de l'individu auquel on s'adressait). Mais pourtant, ajoutait en terminant l’arcasineur, si vous voulez avoir l'extrême complaisance de m'envoyer la somme due par moi à l'infirmier, je vous enverrai de suite le plan, et toutes les indications qui vous seraient nécessaires ».
Le principe était donc de faire miroiter l'existence d'un trésor dont l'escroc était le légitime dépositaire (ou propriétaire) et auquel il n'avait plus accès pour des raisons indépendantes de sa volonté – mais toujours fort honorables.
Ainsi s'enclenchait le mécanisme : appâté par la perspective de ce trésor provisoirement hors de portée, le pantre commençait par débourser de l'argent afin de permettre à son infortuné correspondant de récupérer la malle supposée contenir le plan. Ensuite, l’arcasineur multipliait les prétextes pour justifier l'impossibilité de mettre la main sur la malle ou sur le plan, tout en demandant chaque fois une nouvelle somme d'argent.